# Deutzgau
Der Deutzgau (Pagus Tuizichgowe) war eine mittelalterliche Gaugrafschaft mit Deutz als randstädtigem Zentrum. Er umfasste das dem Kölngau gegenüberliegende rechtsrheinische Gebiet. An den Deutzgau schloss sich im Südosten der Auelgau an – beide Gaue waren in frühkarolingischer Zeit eingerichtet worden, um den Druck der Sachsen gegen den Rhein auffangen zu können.
Um 1000, gegen Ende des Frühmittelalters, gehörte ein schmaler rechtsrheinischer Bereich nördlich der Sieg und damit der Deutzgau zum Gebiet der Pfalzgrafen (Grafen bei Rhein). Wohl aufgrund der Lage zwischen den Machtbereichen des Erzbischofs von Köln und des Grafen von Berg gelang es den Gaugrafen nicht, den Deutzgau zu einer eigenen Grafschaft umzubilden. Im Jahr 1001 schenkte zwar Kaiser Otto III. dem Erzbischof Heribert von Köln den Deutzgau, aber die Gaugrafen versuchten weiterhin ihre alten Rechte aufrechtzuerhalten. Gegen Ende des 11. Jahrhunderts entzog vermutlich Kaiser Heinrich II. endgültig dem Pfalzgraf Siegfried von Ballenstedt den Deutzgau und übergab ihn an die Adelsfamilie „von Berg“.  1101 wird der Graf Adolf I. erstmals als Graf von Berg urkundlich erwähnt. Graf Adolf I. war zu diesem Zeitpunkt bereits urkundlich nachweisbar Vogt der Abtei Deutz. Graf Adolf I., vor allem aber sein Sohn, Graf Adolf II., der von 1115 bis 1160 regierte, nutzten ihre Position – und wohl vor allem die Tatsache, dass ihre Familie im 12. Jahrhundert mehrere Erzbischöfe von Köln stellte – um den Deutzgau etwa um das Jahr 1150 in ihr Herrschaftsgebiet zu integrieren.

## Gaugrafen
- Otto, † 1047, 1025 Graf im Deutzgau, 1035 Pfalzgraf von Lothringen, 1045 Herzog von Schwaben (Ezzonen)
- Adolf I., Graf von Berg, 1101 Graf im Deutzgau
- Adolf II.